# 基隆市鄉道列表
基隆市鄉道列表列出基隆市境內鄉道公路。基隆市內鄉道於2010年3月由中華民國交通部公告解編，此表乃依解編前數據整理。基隆市計有10條鄉道。其中兩條跨行政區鄉道僅解編基隆市境路段，其餘路段保留鄉道地位並改編。

## 2010年版詳細起訖點及路線資料
- 起點：七堵區內寮
- 途經：大華三路－大華二路－大華一路
- 終點：七堵區大華一路與市5線八德路路口。
- 全長：7.763 km[1]
- 現況：解編為市區道路。

- 起點：安樂區台2線基金路與七安產業道路路口。
- 途經：七安產業道路－大同街
- 終點：七堵區大同街與市1線大華路路口。
- 全長：6.467 km[1]
- 現況：解編為市區道路。

- 起點：中山區台2己線與文化路立體交叉。
- 途經：文化路－中華路－中山路
- 終點：中山區台2線成功二路與中山一路路口。
- 全長：3.495 km[1]
- 現況：解編為市區道路。

- 起點：與市3線同起點。
- 途經：文化路－復興路－西定路
- 終點：中山區台2線安一路與西定路路口
- 全長：3.505 km[1]
- 現況：解編為市區道路。

- 實際路線待查證。
- 全長：0.71 km[1]
- 現況：解編為市區道路。

- 起點：安樂區台2線基金路與麥金路路口
- 途經：麥金路 → 八德路
- 終點：七堵區台5線明德一路與八德路路口
- 全長：4.876 km[1]
- 現況：解編為市區道路。

- 起點：中正區台2線北寧路與調和街路口。
- 途經：調和街（－北123線）
- 終點：縣市界。（北縣境內終點為瑞芳鎮102線深澳坑路路口）
- 全長：2.345 km[1]
- 現況：沙子園~深澳山腳路段解編、改列為市區道路，深澳山腳~深澳坑路段改編為北123線。

- 起點：七堵區自強路。（本線起點）
- 途經：自強路－崇智街
- 終點：七堵區台5線明德一路與崇智街路口。
- 全長：1.6 km[1]
- 現況：解編為市區道路。

- 起點：暖暖區台2線水源路與東勢街路口。
- 途經：水源路－東勢街
- 終點：暖暖區本線終點。
- 全長：4.383 km[1]
- 現況：解編為市區道路。

- 起點：中正區本線起點。
- 途經：平一路－和一路－正濱路
- 終點：中正區台2線中正路與正濱路路口。
- 全長：1.22 km[1]
- 現況：解編為市區道路。

- 起點：信義區102線信一路與福虎橋路口。
- 途經：福虎橋－月眉路（－北122線）
- 終點：縣市界。（北縣境內終點為瑞芳鎮台2丁線粗坑口路與大埔路路口）
- 全長：4.919 km[1]
- 現況：田寮坑~大坑內路段解編、改列為市區道路，大坑內~四腳亭路段改編為北122線。

## 歷史
下表列出基隆市於1961年－1974年境內所轄鄉道。表內除今日編號欄外各編號與當時之公路編號相同，非今日之路線編號。另今日省道標誌與早期有所差距，下表中省道標誌為今日圖形，尚未更換。
| 編號  | 起點              | 迄點              | 里程  | 今日編號                     |
| 市1線 | 內寮              | 七堵（台5線岔路） | 7.600 | 與近年路線相似               |
| 市2線 | 七堵（市1線岔路） | 安樂（102線岔路） | 3.933 | 八德路 → 獅球嶺隧道 → 崇德路 |
| 市3線 | 五堵（台5線岔路） | 汐止              | 1.359 | 1967年新編                   |

1976年第二次公路普查後，鄉道系統如下：
| 編號  | 起點                | 迄點                | 里程  | 今日編號          |
| 市1線 | 七堵（台5線岔路）   | 內寮                | 7.667 | 與近年路線相似    |
| 市2線 | 蚵殼港（台2線岔路） | 港口（市5線岔路）   | 2.705 |                   |
| 市3線 | 協和莊              | 牛稠港（台2線岔路） | 3.059 | 與近年路線相似    |
| 市4線 | 協和莊              | 蚵殼港（台2線岔路） | 3.941 | 類似近年之市3-1線 |
| 市5線 | 破瀨（台2線岔路）   | 八堵                | 2.887 |                   |
| 市6線 | 七堵（台5線岔路）   | 小坑                | 2.050 |                   |
| 市7線 | 石厝坑              | 七堵（市1線岔路）   | 1.490 | 與近年路線相似    |
| 市8線 | 八堵（102乙線岔路） | 東勢坑              | 4.850 | 與近年路線相似    |
| 市9線 | 和平島              | 田寮港              | 5.059 | 與近年路線相似    |